# Église Saint-Esprit de Meudon-la-Forêt
L'église Saint-Esprit est un lieu de culte catholique situé à Meudon.

## Histoire
Cette église a été construite en 1966 afin de pourvoir aux besoins spirituels des habitants de la ville nouvelle de Meudon-la-Forêt, créée au début des années 1960 pour les rapatriés d’Algérie et les ouvriers des usines Renault à Billancourt.
Elle a été inaugurée le 19 mai 1968 par Monseigneur Delarue, évêque de Nanterre.
Des travaux importants ont entraîné sa fermeture pendant plusieurs années. Elle a rouvert en 2018.

## Description

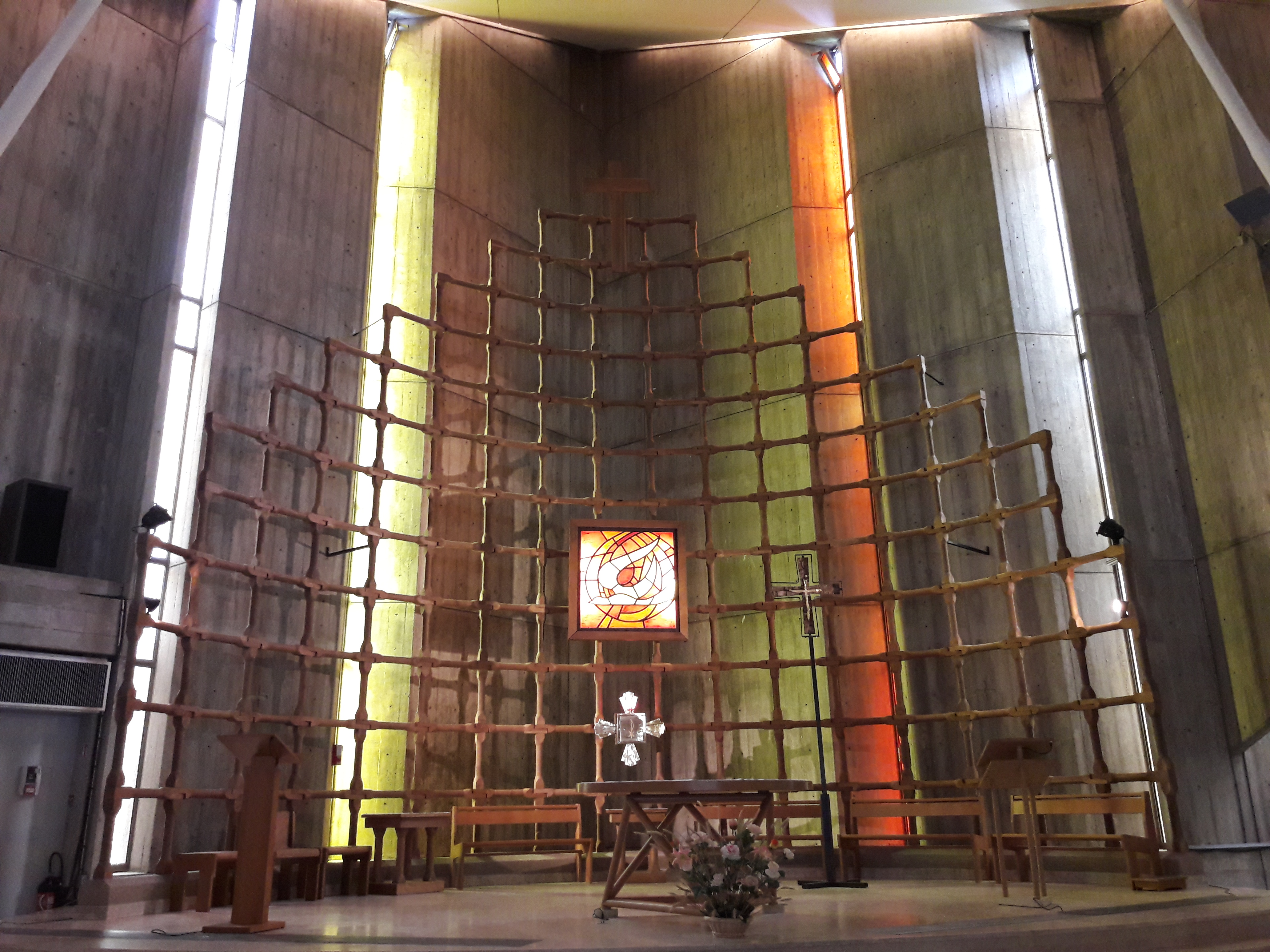
L'autel en 2019.

L'église Saint-Esprit est bâtie sur un plan carré de vingt-six mètres de côté, entouré de parois de béton armé. Un clocher est évoqué par la forte pente de la toiture, allant de 2,80 mètres à l'entrée à quinze mètres au-dessus de l'autel.